# Abraham Guié Guié
Abraham Guié Guié ou Abraham Gneki Guié, né le 25 juillet 1986, est un footballeur international ivoirien.

## Biographie

### En club
Abraham Guie Gneki commence le football en Côte d'Ivoire dans le club de Sporting Club de Gagnoa où il reste deux saisons. Il se fait rapidement remarquer par le club sud-africain de Jomo Cosmos. Malheureusement, l'expérience ne dure que 10 mois et Abraham ne joue que 3 matchs.
En avril 2007, il décide donc de rebondir en Europe dans un championnat mineur celui de Hongrie avec le club de la capitale de Budapest Honvéd. Il remporte deux Coupes de Hongrie en 2007 et 2009 et avec un total de 101 matchs pour 30 buts il décide de quitter la Hongrie pour rejoindre la France.
Le 25 juin 2010, il signe un contrat de 3 ans avec le club de Ligue 2 : le Tours FC. Pour son premier match en Ligue 2, il inscrit un triplé contre Sedan (4-3). Il réédite la même performance lors de la 3e journée de Ligue 2 face au Clermont Foot (3-2), et offre la victoire à son équipe contre Evian (1-2) à la quatrième journée, battant ainsi le record de buts inscrits en quatre journées en Ligue 2, avec 7 buts. Il se présente donc comme le digne successeur de Olivier Giroud, meilleur artificier de la saison passée en Ligue 2, transféré à Montpellier lors du mercato estival de 2010.
Lors du dernier jour du mercato estival 2011 le 31 août et après une seule saison au Tours FC, Guié-Guié signe un contrat de quatre ans à l'OGC Nice. Le montant du transfert est estimé à 1,5 million d’euros.
Le 29 août 2012, n'entrant pas dans les plans de Claude Puel, l'attaquant de 26 ans est prêté une saison au club suisse de Lausanne-Sport.
En août 2013 il effectue un essai non concluant au Stade lavallois, avant d'être prêté au club chypriote de l'Apollon Limassol.
Après trois saisons complètes à Chypre, il retourne en France en s'engageant en faveur de l'US Orléans, qui évolue alors en Ligue 2, pour une durée de deux ans.
Après une première apparition ponctuée d'un but, il joue une dernière fois et un risque cardiaque lui est diagnostiqué. La pratique de haut niveau étant trop risquée, il « essaye de positiver ».

### En équipe nationale
En août 2008, il participe aux Jeux olympiques à Pékin avec la Côte d'Ivoire où il réalise deux matchs contre l'Australie (1-0) en phase de poule et le match de quart de finale contre le Nigeria (0-2).
Le 4 septembre 2010, il honore sa première sélection avec l'équipe ivoirienne contre le Rwanda (3-0) pour le compte des qualifications de la CAN 2012. Abraham rentre à l'heure de jeu à la place de son compatriote Siaka Tiéné. Le 9 octobre 2010 il rentre à la 80ème minute, au Burundi, pour sa seconde et dernière apparition en sélection nationale.

## Palmarès
Budapest Honvéd
- Vainqueur de la Coupe de Hongrie en 2007 et 2009.

 Apollon Limassol
- Vainqueur de la Coupe de Chypre en 2016 et 2017.
- Vainqueur de la Supercoupe de Chypre en 2016.

## Statistiques
| Saison    | Club            | Championnat           | Championnat | Championnat | Coupes Nationales | Coupes Nationales | Coupes Nationales | Coupes Européennes | Coupes Européennes | Coupes Européennes | Total  | Total |
| Saison    | Club            | Type                  | Matchs      | Buts        | Type              | Matchs            | Buts              | Type               | Matchs             | Buts               |        |       |
| Saison    | Club            | Type                  | Matchs      | Buts        | Type              | Matchs            | Buts              | Type               | Matchs             | Buts               | Matchs | Buts  |
| --------- | --------------- | --------------------- | ----------- | ----------- | ----------------- | ----------------- | ----------------- | ------------------ | ------------------ | ------------------ | ------ | ----- |
| 2006-2007 | Jomo Cosmos FC  | Premier League Soccer | 3           | 0           |                   |                   |                   | -                  | -                  | -                  | 3      | 0     |
| 2006-2007 | Honved Budapest | Soproni Liga          | 5           | 2           | CH/SH             | 2/1               | 0/0               | -                  | -                  | -                  | 8      | 2     |
| 2007-2008 | Honved Budapest | Soproni Liga          | 25          | 9           |                   |                   |                   | C3                 | 4                  | 2                  | 29     | 11    |
| 2008-2009 | Honved Budapest | Soproni Liga          | 17          | 3           | CH                | 6                 | 3                 | Int                | 5                  | 2                  | 28     | 8     |
| 2009-2010 | Honved Budapest | Soproni Liga          | 27          | 5           | CH/SH             | 6/1               | 4/0               | C3                 | 2                  | 0                  | 36     | 9     |
| 2010-2011 | Tours FC        | Ligue 2               | 32          | 13          | CF/CL             | 1/1               | 0/0               | -                  | -                  | -                  | 34     | 13    |
| 2011-2012 | OGC Nice        | Ligue 1               | 21          | 1           | CF/CL             | 1/3               | 0/0               | -                  | -                  | -                  | 25     | 1     |

Dernière mise à jour : 2 juin 2012